# گوفردو پتراسی

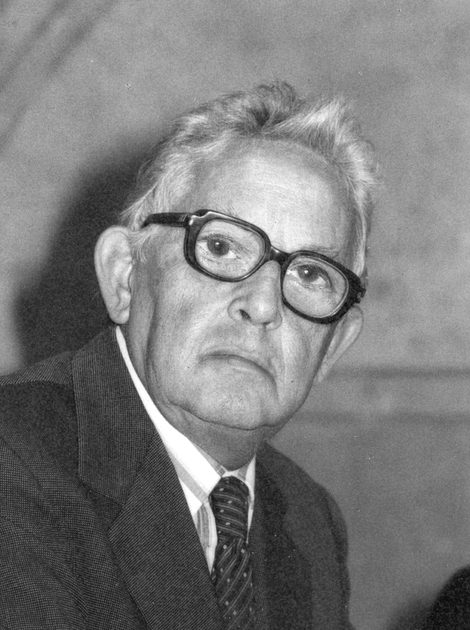
گوفردو پتراسی

گوفردو پتراسی (به ایتالیایی: Goffredo Petrassi) (زاده ۱۶ ژوئیه ۱۹۰۴ - درگذشت ۳ مارس ۲۰۰۳) آهنگساز و رهبر ارکستر ایتالیایی بود. او به سبب تصنیف آثار کلاسیک مدرن شهرت یافت و از برجسته‌ترین آهنگسازان ایتالیا در سده بیستم به‌شمار می‌رود. بخشی از آثار وی تاثیر یافته از موسیقی نئوکلاسیک و آهنگسازانی چون ایگور استراوینسکی و بلا بارتوک بود. او مدرس موفقی نیز بود و شاگردان بسیاری تربیت نمود که هریک از آنان به هنرمندان شناخته‌شده‌ای مبدل شدند که از آنان می توان به انیو موریکونه آهنگساز شهیر در عرصه موسیقی متن اشاره کرد. پتراسی در سن ۹۸ سالگی در رم درگذشت.